# Appointment in Honduras
Appointment in Honduras is een Amerikaanse avonturenfilm uit 1953 onder regie van Jacques Tourneur. De film werd destijds uitgebracht onder de titel Liefde en haat in Honduras.

## Verhaal
In 1910 moet Jim Corbett een grote som geld afleveren bij een afgezette president, die zich schuilhoudt in de wouden van Honduras. Hij onderneemt zijn reis in het gezelschap van vier veroordeelden en een ruziënd stel. Zijn opdracht blijkt niet zonder gevaren.

## Rolverdeling
| Acteur          | Personage          |
| --------------- | ------------------ |
| Glenn Ford      | Jim Corbett        |
| Ann Sheridan    | Sylvia Sheppard    |
| Zachary Scott   | Harry Sheppard     |
| Rodolfo Acosta  | Reyes              |
| Jack Elam       | Castro             |
| Ric Roman       | Jiminez            |
| Rico Alaniz     | Bermudez           |
| Stanley Andrews | Kapitein McTaggart |
| Paul Conrad     | Luis               |